# عمرو بن معديكرب
عَمْرُو بْنُ مَعْدِيْكَرِب بن عبد الله بن عمرو بن عُصْم بن عمرو بن زُبيد الزبيدي (نحو 75 ق هـ - 21 هـ / 547 - 642م) هو فارس العرب، وصاحب الصَّمصامة، وشاعر مُجيد. صحابيٌّ ارتدَّ بعد وفاة النبيِّ ثم رجع إلى الإسلام وجاهد واستُشهد في فتح نَهاوَنْد. 

## نسبه
هو: عمرو بن مَعْدِيْكَرِب (أو مَعْدِيْ كَرِب) بن عبد الله بن عَمرِو بن عصم بن عمرِو بن زُبَيد الأصغر بن ربيعة بن سلمة بن مازن بن ربيعة بن منبه، وهو زُبَيد الأكبر بن الحارث بن صعب بن سَعْد العشيرة بن مَذْحِج بن أدد بن عريب بن يَشْجُب بن زيد بن كَهْلان بن سبأ بن يشجب بن يَعْرُب بن قحطان.

## سيرته
كان في الجاهلية صاحبَ غارات مشهورًا بين العرب. ولد عمرو ونشأ في ديار قومه في منطقة تثليث، وفي ذلك قال أبو محمد الهمداني: «تثليث: واد بنجد، وهو على يومين من جرش، في شرقيها إلى الجنوب، وعلى ثلاث مراحل ونصف من نجران، إلى ناحية الشمال. وتثليث لبني زبيد، وهم فيها إلى اليوم، وبها كان مسكن عمرو بن معد يكرب الزبيدي»، وفي موضع آخر قال: «تثليث وكان لعمرو بن معد يكرب فيه حصن ونخل». وكانت أخته ريحانة زوجة الصِّمَّة الأصغر فولدت له دريد بن الصِّمَّة وعبد اللّه. وهو ابن خالة الزِّبْرِقان بن بدر.
وفد على المدينة سنة 9هـ، في عشَرة من بني زُبَيد، فأسلم وأسلموا وعادوا. ولمَّا توفي النبيُّ ﷺ ارتدَّ عمرو، ثم رجع إلى الإسلام، فبعثه أبو بكر الصدِّيق إلى الشام، فشهد  اليرموك، وذهبت فيها إحدى عينيه. وبعثه عمر إلى العراق، فشهد معركة القادسية على رأس ثلاث مئة، ويقال خمس مئة من مَذْحِج. ثم كان فيمن شارك في فتوح مصر سنة 19هـ.
شهد عمرو بن معديكرب مع النعمان بن مقرن معركة نهاوند، فقُتل هنالك مع النعمان وطليحة بن خويلد، وقُتل وهو ابن نيف وتسعين عامًا وَفقَ ترجيح المؤرِّخين المُحدَثين، وفي مزاعم مَعمَر بن المثنَّى أن عمرو بن معديكرب شهد القادسية وعمره 106، وقُتل وعمره 110 أعوام.

## إسلامه
مما يروى عن إسلامه، أنه قال لصديقه قيس بن مكشوح حينما بلغهما أمر النبي: قد ذُكر لنا أن رجلاً من قريش يقال له محمد، قد خرج بالحجاز، يقول: إنه نبي، فانطلق بنا إليه حتى ننظر أمره، فإن كان نبياً كما يقول، فإنه لن يخفي عليك، كان غير ذلك، علمنا، فرفض قيس ذلك، فذهب هو إلى المدينة، ونزل على سعد بن عبادة، فأكرمه، وراح به إلى النبي فأسلم. وقيل: إنه قدم المدينة في وفد من قومه زُبَيْد، فأسلموا جميعًا. وقد ارتد بعد وفاة النبي ثم رجع إلى الإسلام وحسن إسلامه.

### شرف صُحبته
شرف الصحبة ما بعده شرف والإسلام يجُبُّ ما قبله وهذا ما أطبق عليه علماء أهل السنة والجماعة في بقاء صحبة عمرِو بن معديكرب، فهو يدخل في تعريف الصحابي ولا أثر لِرِدَّته الطارئة فإنه مات على الإسلام. قال ابن حجر العسقلاني في تعريف الصحابي: «وأصحّ ما وقفت عليه من ذلك أن الصحابيّ: من لقي النبيّ مؤمناً به، ومات على الإسلام». ثم قال: «ويدخل فيه من ارتدّ وعاد إلى الإسلام قبل أن يموت، سواء اجتمع به مرة أخرى أم لا، وهذا هو الصحيح المعتمد … لإطباق أهل الحديث على عدّ الأشعث بن قيس في الصحابة، وعلى تخريج أحاديثه في الصحاح والمسانيد، وهو ممن ارتدّ ثم عاد إلى الإسلام في خلافة أبي بكر».

## جهاده
في يوم اليرموك حارب في شجاعة واستبسال يبحث عن الشهادة، حتى انهزم الأعداء، وفروا أمام جند الله. وقبيل معركة القادسية طلب قائد الجيش سعد بن أبي وقاص مددًا من أمير المؤمنين عمر بن الخطاب ليستعين به على حرب الفرس، فأرسل أمير المؤمنين إلى سعد رجلين فقط، هما: عمرو بن معديكرب، وطليحة بن خويلد، وقال في رسالته لسعد: إني أمددتك بألفي رجل.
وعندما بدأ القتال ألقى عمرو بنفسه بين صفوف الأعداء يضرب فيهم يميناً ويساراً، فلما رآه المسلمون؛ هجموا خلفه يحصدون رؤوس الفرس حصداً، وأثناء القتال وقف عمرو وسط الجند يشجعهم على القتال قائلاً: يا معشر المهاجرين كونوا أسوداً أشدَّاء، فإن الفارس إذا ألقى رمحه يئس. فلما رآه أحد قوات الفرس يشجع أصحابه رماه بنبل، فأصابت قوسه ولم تصبه، فهجم عليه عمرو فطعنه، ثم أخذه بين صفوف المسلمين، واحتز رأسه، وقال للمسلمين: اصنعوا هكذا. وظل يقاتل حتى أتمَّ الله النصر للمسلمين.

## أدبه
كان من الشعراء المجيدين، فمن شعره:
وله قصيدة في الأخلاق والشجاعة:

## وفاته
في معركة نهاوند، استعصى فتح نهاوند على المسلمين، فأرسل عمر بن الخطاب إلى النعمان بن مقرن قائد الجيش قائلاً: اسْتَشِر واستعن في حربك بطليحة وعمرِو بن معدي كرب، وشاورهما في الحرب، ولا تولِّهما من الأمر شيئًا، فإن كل صانع هو أعلم بصناعته. وقاتل عمرو في هذه المعركة أشدَّ قتال حتى كثرت جراحه، وفتح الله على المسلمين نهاوند، وظفر عمرو في تلك المعركة بالشهادة.